# Lego
|  | Aquest article tracta sobre la joguina de plàstic. Vegeu-ne altres significats a «Grup Lego». |

Logotip de Lego.

Lego és una línia de joguines de construcció plàstica, fabricada pel Grup Lego, una empresa privada establerta a Dinamarca. El producte més conegut del Grup Lego, Lego, consisteix en diverses peces intercanviables de colors, simulant ser maons de plàstic que acompanyen una extensa varietat d'engranatges i figuretes. Les peces Lego poden ser reunides i connectades dins moltes maneres de construir objectes, incloent vehicles, edificis, i robots laborables. Qualsevol cosa construïda pot ser agafada a part un altre cop, i les peces es poden reutilitzar per fer coses noves.
El Grup Lego va començar a fabricar aquests maons de joguina el 1949. S'han fet pel·lícules, jocs, competicions i parcs d'atraccions sota la marca de Lego. A data de juliol de 2015, s'han fabricat més de 600 mil milions de peces de Lego.
El febrer de 2015, Lego va superar Ferrari com a marca comercial mundial més potent, arribant al lloc 378 del rànquing. El 2021 es troben a la posició 366.

## Història

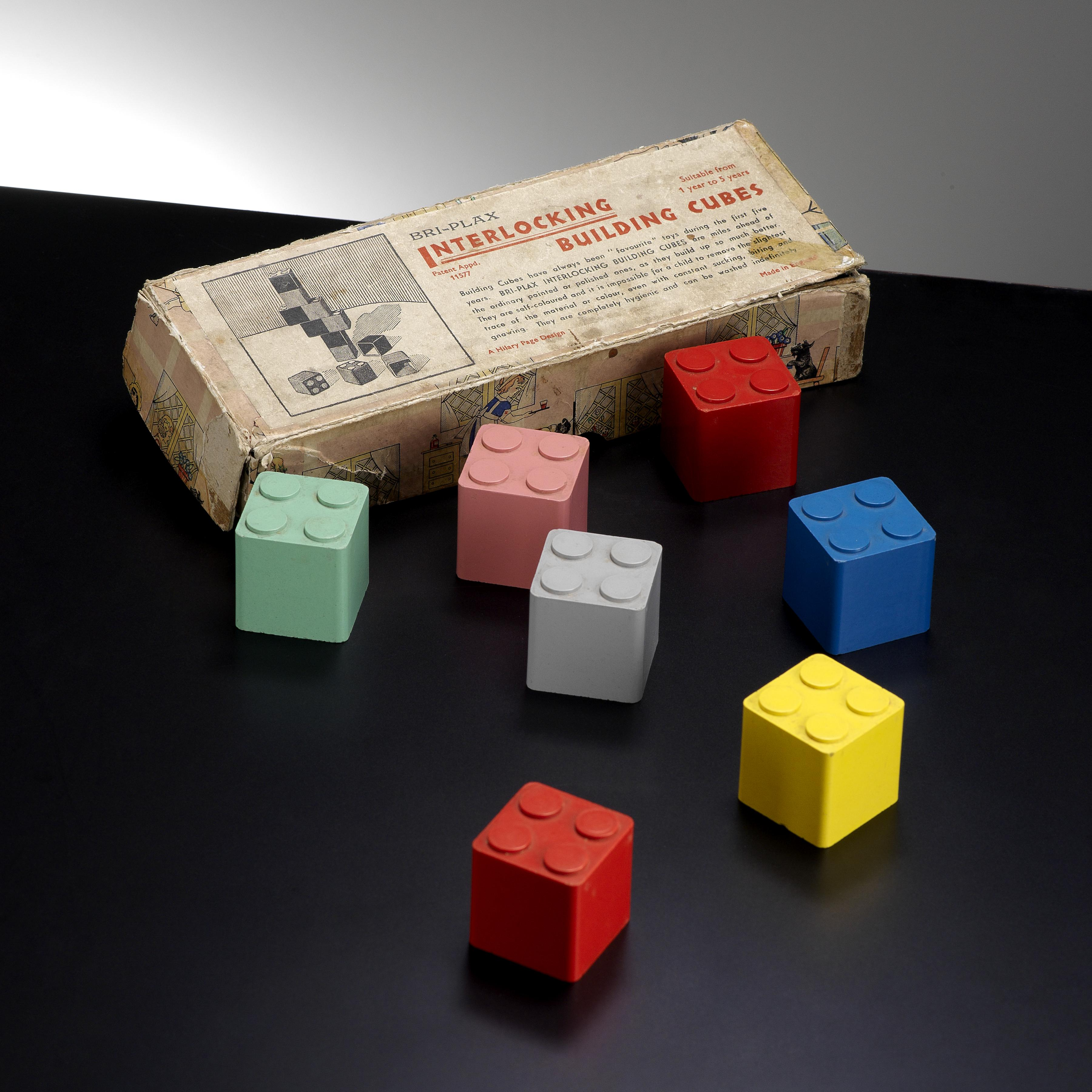
Cubs del joc semblant a Lego anomenat Interlocking building cubes (1939).

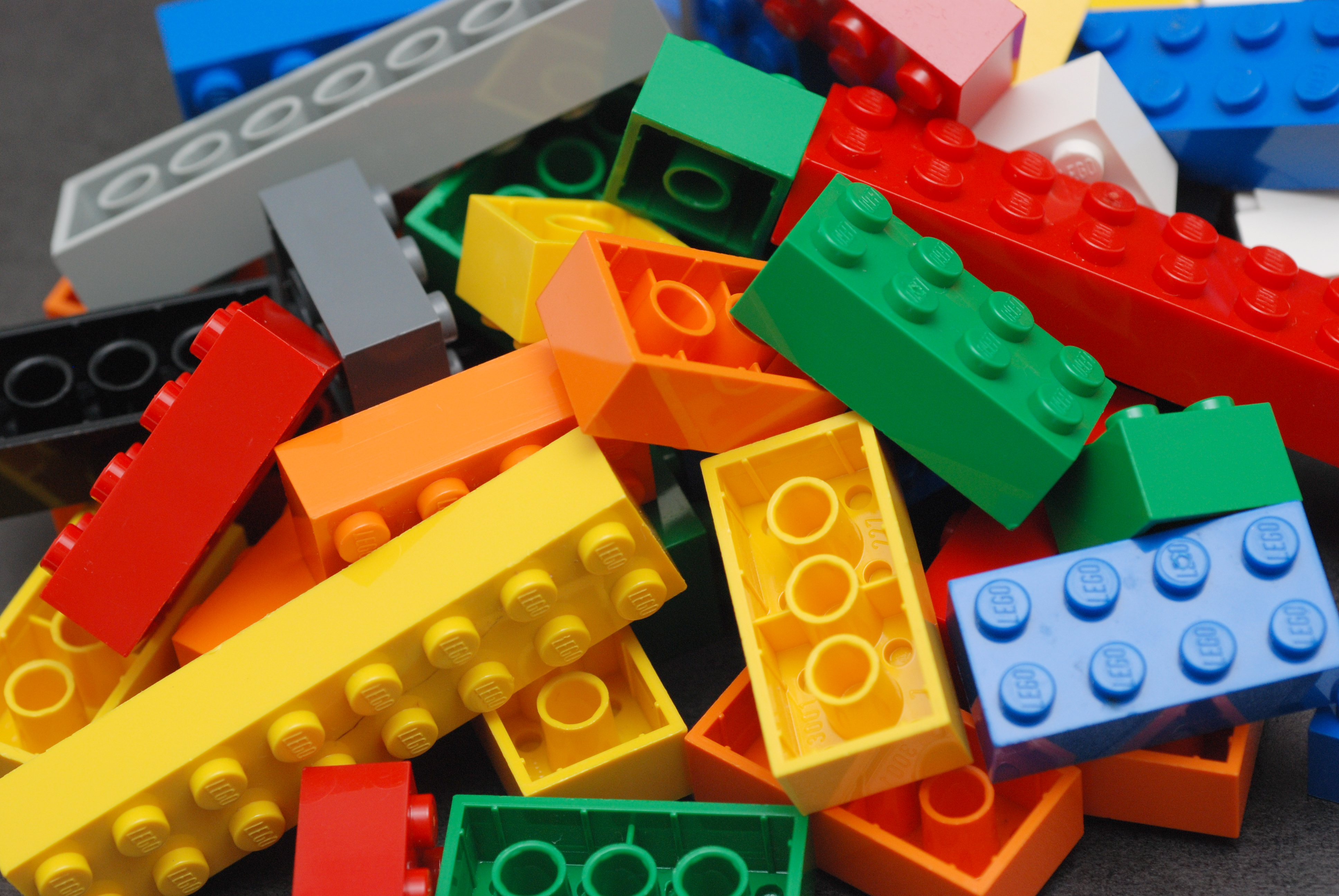
Maons de Lego.

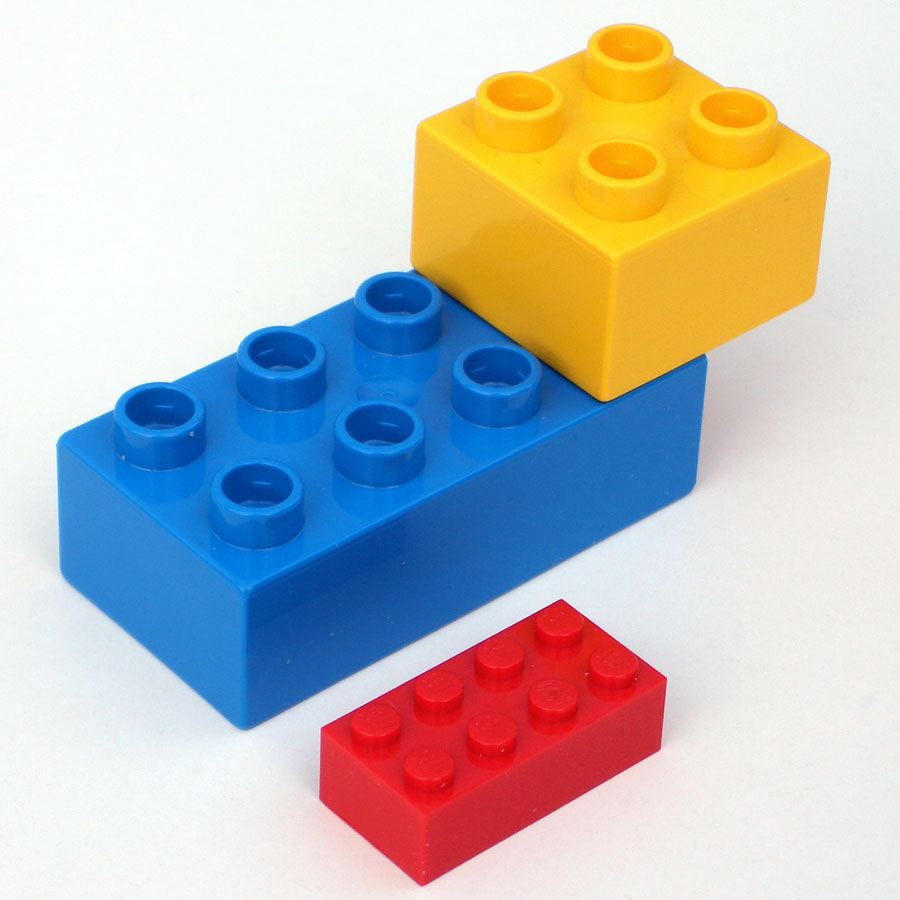
Maons de Lego amb un estàndard de comparació de dimensions.

El Grup Lego va començar al taller d'Ole Kirk Christiansen, un fuster de Billund, Dinamarca, qui va començar a fer joguines de fusta el 1932. El 1934, la seva empresa va començar a ser anomenada amb el nom de "Lego", derivada de la frase leg godt, que significa bon joc en danès. El 1947, Lego es va expandir per començar a produir joguines de plàstic. El 1949, Lego va començar a produir, entre d'altres productes nous, una versió primerenca dels coneguts maons intercanviables, anomenant-los Maons Automàtics. Aquests maons estaven basats en els Kiddicraft Self-Locking Bricks, que ja havien estat patentats al Regne Unit el 1939 i eliminat del registre de patents el 1947. Lego va rebre una mostra dels maons Kiddicraft per part del proveïdor d'una màquina adquirida per l'empresa danesa que feia injecció de polímers. Els maons, inicialment fabricats d'acetat de cel·lulosa, eren un desenvolupament dels tradicionals blocs de fusta apilables de l'època.
El lema del Grup Lego "només el millor és prou bo" (en danès: "det bedste er ikke for godt") va ser creat el 1936. Aquest lema, que és encara utilitzat avui en dia, va ser creat per Christiansen per animar els seus empleats a no escatimar mai la qualitat del producte, un valor que va calar-hi fortament. El 1951, les joguines de plàstic representaven aproximadament la meitat de la producció del Grup Lego, tot i que la revista de comerç danesa Legetøjs-Tidende ("Temps de Joguina"), tot visitant la fàbrica del Grup Lego a Billund a principis de la dècada del 1950, afirmava que el plàstic mai no seria capaç de reemplaçar joguines de fusta tradicionals. Tot i que és una visió comuna, les joguines Lego semblen haver esdevingut una excepció significativa a l'aversió al plàstic de les joguines infantils, degut en part als alts estàndards establerts per Ole Kirk.
El 1954, el fill de Christiansen, Godtfred Kirk Christiansen, havia esdevingut el jove director gestor del Grup Lego. Una conversa amb un comprador a l'estranger va ser la que va portar a la idea d'un sistema de joguines. Godtfred va veure l'immens potencial dels maons de Lego per esdevenir en un sistema de joc creatiu, però els maons encara tenien alguns problemes des del punt de vista tècnic: la seva capacitat de bloqueig era limitada i no eren gaire versàtils. El 1958, el disseny de maó modern es va desenvolupar: es va trigar cinc anys a trobar el material correcte per al maó, l'ABE (acrilonitril butadiè estirè) polímer. El 28 de gener de 1958 es va presentar una sol·licitud de patent per al disseny modern dels maons de Lego a Dinamarca i en diversos altres països durant els anys següents.

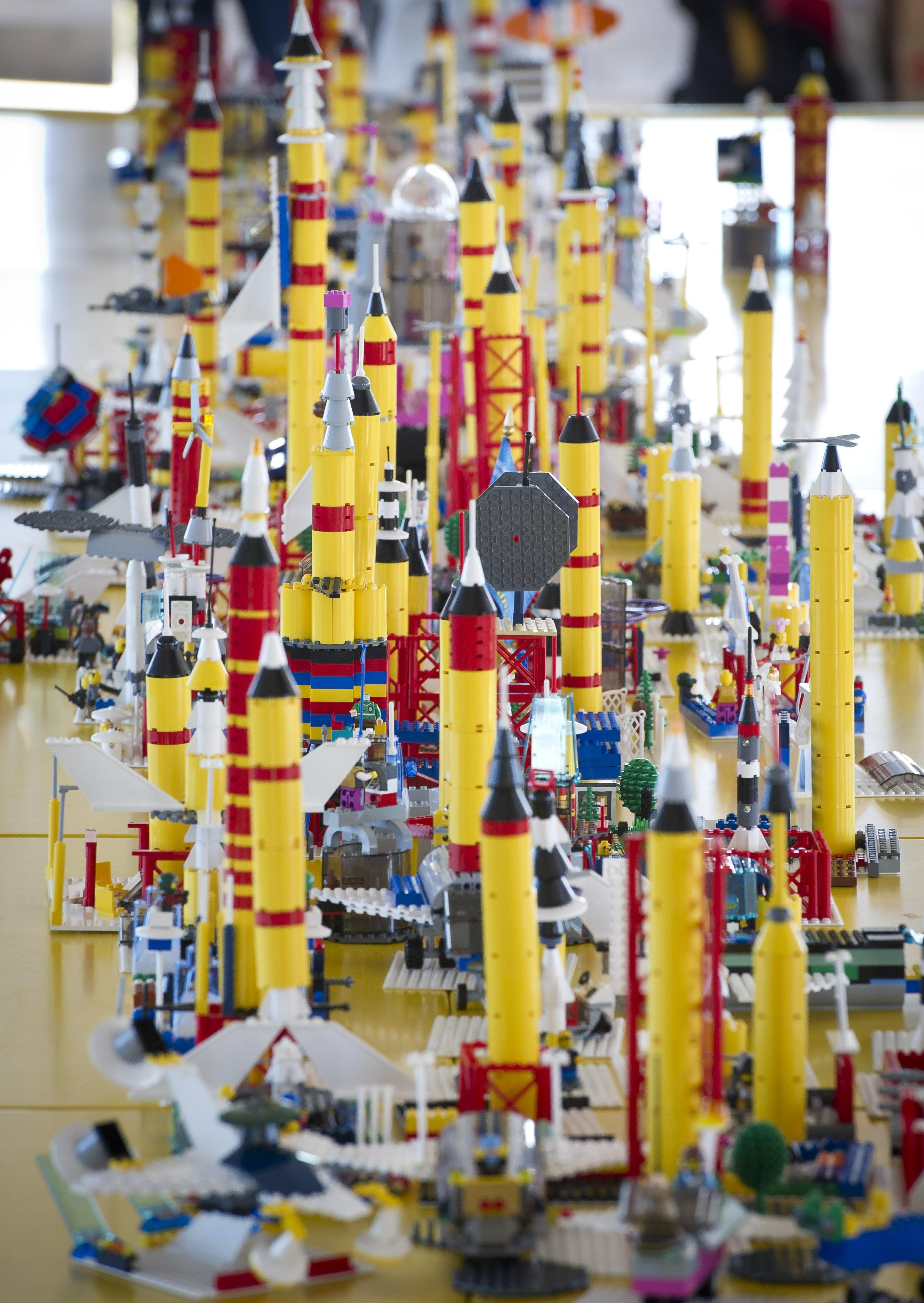
Edifici de Lego al Centre Espacial Kennedy de la NASA.

Duplo, una línia de productes del Grup Lego, va començar a fabricar-se el 1969 i és una gamma de blocs senzills, les longituds dels quals mesuren dues vegades l'amplada, alçada, i profunditat estàndard dels blocs de Lego, i està pensada per a nens més menuts.
El 1978, Lego va produir les primeres minifiguretes que des d'ençà han esdevnigut un complement dels maons de Lego.
El maig de 2011, el Transbordador espacial Endeavour, durant la missió STS-134, va portar 13 caixes de Lego a l'Estació Espacial Internacional, on els astronautes van construir models per veure com reaccionarien a la microgravertat, com a part del programa espacial dels maons de Lego.
El maig de 2013, el model més gran mai creat es va exposar a Nova York; estava fet de més de 5 milions de maons de Lego, i era un model d'escala 1:1 d'un caça X-wing. Altres rècords són una torre de 34 metres d'alçada i un ferrocarril de 4 quilòmetres de longitud.

### Lego a la cultura popular
La popularitat de Lego es demostra per la seva àmplia representació a moltes obres culturals, ja siguin llibres, pel·lícules o altres obres d'art. També s'utilitzen com a eina d'ensenyament a les aules. En l'ENS, Lego Amèrica del Nord d'Educació és una aventura de junta entre Pitsco, Inc. i la divisió educativa del Lego Grup.
El 1998, els maons de Lego van ser presents al Saló de la Fama Nacional de la Joguina dels Estats Units d'Amèrica al The Strong de Rochester, Nova York.

## Disseny

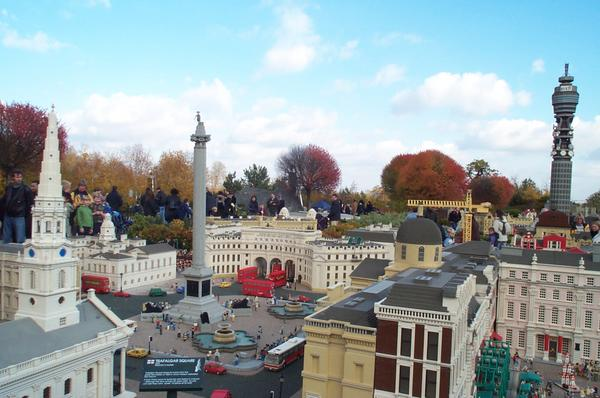
Model de la Plaça de Trafalgar de Londres.

Les peces de Lego de totes les varietats constitueixen un sistema universal. Tot i la variació del disseny i dels propòsits de les peces individuals al llarg dels anys, cada peça continua sent compatible d'alguna manera amb qualsevol altra peça existent. Els maons de Lego del 1958 encara es relacionen amb els fabricats actualment i els jocs de Lego per a nens petits són compatibles amb els fabricats per a adolescents. Sis maons de 2 × 4 poden ser combinats de 915.103.765 maneres diferents.
Cada peça de Lego ha de ser fabricada amb un grau de precisió molt exacte. Quan es col·loquen dues peces, cal que encaixin fermament, tot i que es poden desmuntar fàcilment. Les màquines que fabriquen maons de Lego tenen toleràncies de fins a 10 micròmetres.

Dimensions de peces estàndard de maons de Lego.

El concepte primari de les peces i el treball de desenvolupament es realitzen a la seu de Billund, on l'empresa dona feina a aproximadament 120 dissenyadors. La companyia també té oficines de disseny més petites al Regne Unit, Espanya, Alemanya i al Japó, que tenen la tasca de desenvolupar productes dirigits específicament als mercats d'aquestes regions. El període mitjà de desenvolupament d'un producte nou és d'uns dotze mesos, dividits en tres etapes. La primera etapa és la d'identificar les tendències i desenvolupaments del mercat, incloent-hi el contacte dels dissenyadors directament amb el mercat; alguns es dirigeixen a botigues de joguines als volts de les vacances, mentre que d'altres entrevisten nens per saber quins són els seus gustos i les seves preocupacions. La segona etapa és el disseny i desenvolupament del producte basat en els resultats de la primera etapa. Des de setembre de 2008, els equips de disseny utilitzen programari de modelatge 3D per generar dibuixos CAD a partir dels esbossos inicials de disseny. Els dissenys es prototipen amb una màquina d'estereolitografia pròpia. Aquests prototips es presenten a tot l'equip del projecte perquè els pares i els fills els puguin fer comentaris i provar-los durant el procés de validació. Els dissenys es poden modificar d'acord amb els resultats dels grups de discussió. Els models virtuals dels productes de Lego acabats es construeixen simultàniament amb la redacció de les instruccions de l'usuari. Els models CAD completats també s'utilitzen a tota l'organització, per a la comercialització i l'envasament.
El dissenyador digital de Lego és una peça oficial del programari per a Mac OS X i Windows que permet als usuaris crear els seus propis dissenys digitals de Lego. El programa permetia als clients fabricar els seus propis dissenys amb un servei que oferia l'empresa per fer-los físicament. Aquesta opció es va acabar el 2012.

## Fabricació

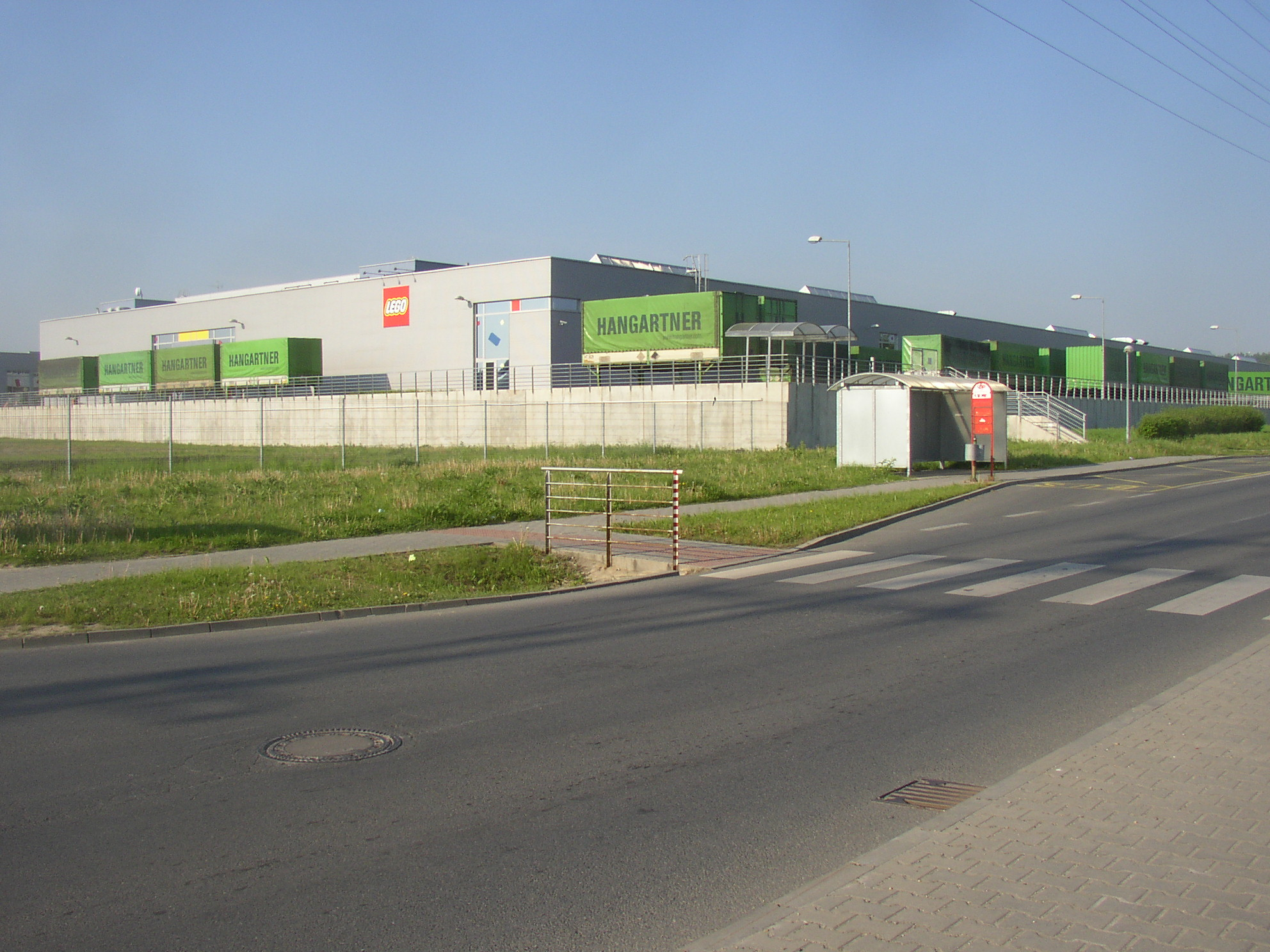
Fàbrica de Lego a Kladno, República Txeca.

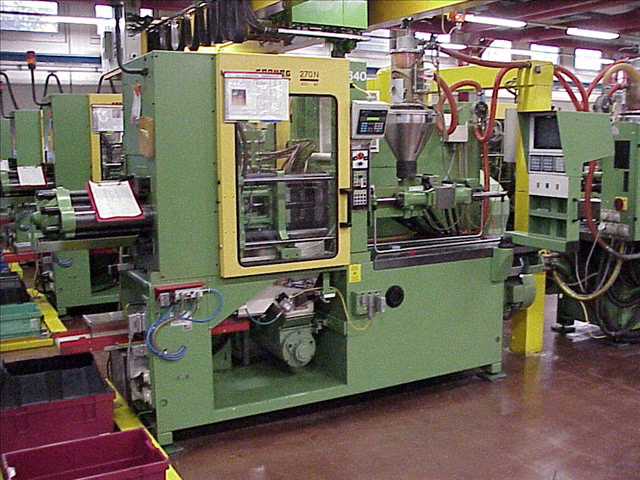
Màquina d'injecció de motlles de Lego fet per l'empresa alemanya Arburg.

Des de 1963, les peces de Lego es fabriquen a partir d'un plàstic dur i resistent conegut com aacrilonitril butadiè estirè (ABE). Des de setembre de 2008, els enginyers de Lego utilitzen el paquet de programari NX CAD / CAM / CAE PLM per modelar els elements. El programari permet optimitzar les peces mitjançant l'anàlisi de tensions i flux de motlle. De vegades es fabriquen motlles prototips abans que el disseny es comprometi amb la producció en massa. El plàstic ABE s'escalfa a 232 °C fins que s'aconsegueix una consistència semblant a la massa. Després s'injecta als motlles a pressions d'entre 25 i 150 tones i triga aproximadament 15 segons a refredar-se. Es permet als motlles una tolerància de fins a vint micròmetres, per garantir que els maons romanguin connectats. Un grup d'inspectors humans comprova la sortida dels motlles per a eliminar variacions significatives de color o gruix. Segons el grup Lego, aproximadament divuit maons de cada milió no compleixen l'estàndard exigit. Les fàbriques de Lego reciclen pràcticament tots els residus plàstics (el 99%) del procés de fabricació. Si el plàstic no es pot tornar a utilitzar en maons de Lego, es processa i es ven a indústries que en poden fer ús. Lego té un termini autoimposat per al 2030 per a trobar una alternativa més ecològica al plàstic ABE que utilitza actualment als maons.
La fabricació de maons Lego es produeix a diversos llocs del món. El modelat es fa a Billund, Dinamarca; Nyíregyháza, Hongria; Monterrey, Mèxic i, més recentment, a Jiaxing, a la República Popular de la Xina. La decoració i l'embalatge de maons es realitzen a les plantes de Dinamarca, Hongria, Mèxic i Kladno, a la República Txeca. El grup Lego calcula que en cinc dècades ha produït 400.000 milions de blocs de Lego. La producció anual de maons de Lego té una mitjana aproximada de 36.000 milions, o uns 1140 elements per segon. Segons un article publicat a BusinessWeek el 2006, Lego es podria considerar el primer fabricant mundial de pneumàtics; la fàbrica produeix uns 306 milions de pneumàtics de goma petits a l'any. Aquesta afirmació va ser reiterada el 2012.
El desembre de 2012, el programa de ràdio More or Less de la BBC va demanar al departament d'enginyeria de l'Open University que determinés "quants maons de Lego, apilats l'un sobre l'altre, caldrien perquè el pes destruís el maó inferior?" Mitjançant una màquina de proves hidràuliques, el departament d'enginyeria va determinar que la força màxima mitjana que pot suportar un maó de Lego de 2 × 2 és de 4.240 newtons; ja que un maó de Lego 2 × 2 mitjà té una massa d'1,152 grams; segons els seus càlculs, caldria una pila de 375.000 maons per fer caure el maó inferior, que representa una pila de 3.591 metres d'alçada.
Les proves privades han mostrat diversos milers de cicles de muntatge i desmuntatge abans que els maons comencin a desgastar-se, tot i que les proves de Lego mostren menys cicles.
El 2018, Lego va anunciar que utilitzaria polietilè derivat biològic per fabricar els seus elements botànics (parts com fulles, arbustos o arbres). El 2020 l'empresa va anunciar que deixaria d'envasar els seus productes en bosses de plàstic d'un sol ús i, en canvi, utilitzaria bosses de paper reciclables.

## Temàtica

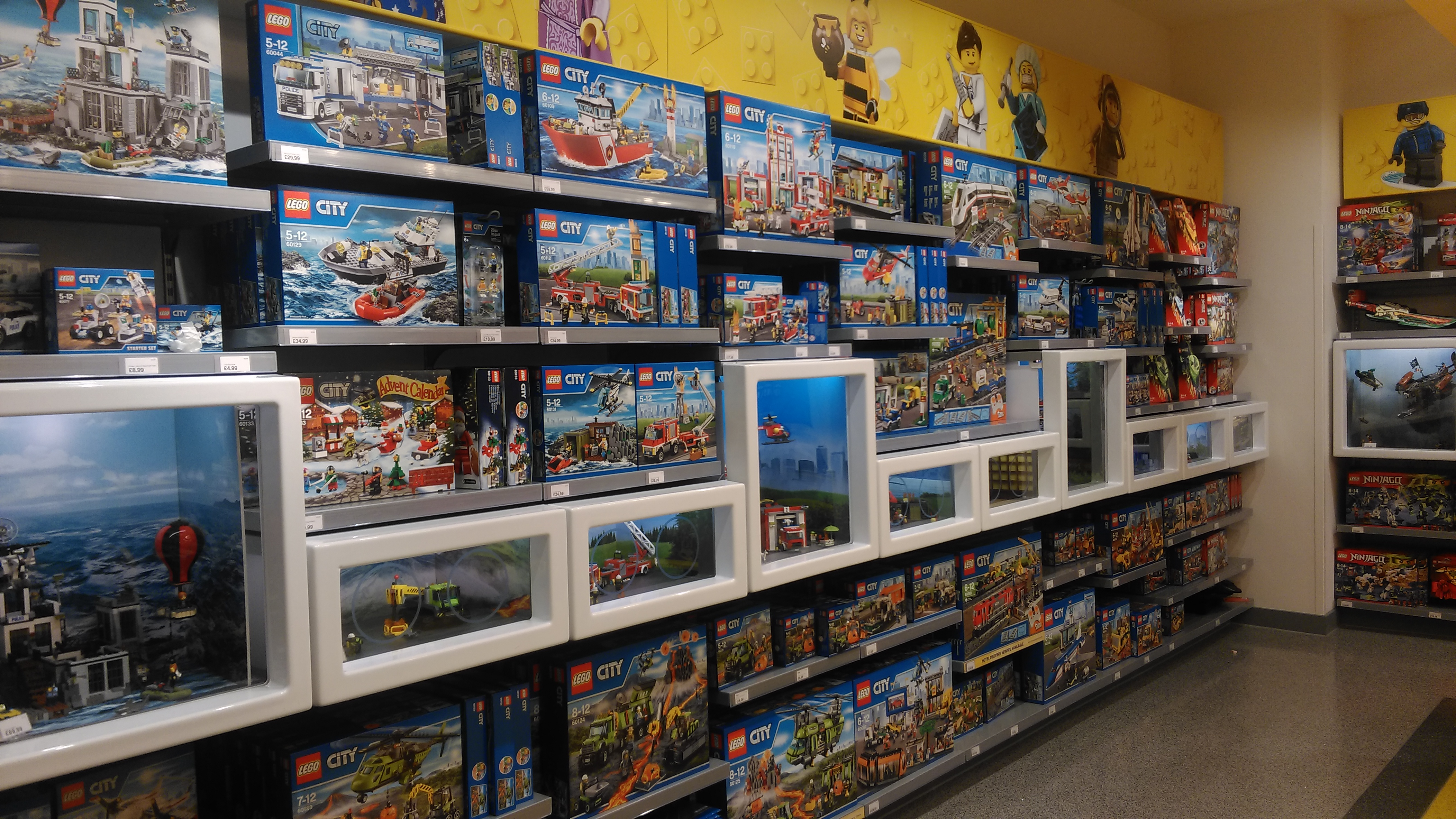
Conjunts de Lego de la temàtica "Lego City".

Des de la dècada del 1950, el Grup Lego ha llançat milers de conjunts amb una gran varietat de temes, inclosos l'espai, els robots, els pirates, els trens, els vikings, els castells, els dinosaures, l'exploració submarina i l'oest americà. Alguns dels temes clàssics que continuen vigents són Lego City (una línia de conjunts que representen la vida de la ciutat introduïda el 1973) i Lego Technic (una línia destinada a emular maquinària complexa, introduïda el 1977).
Al llarg dels anys, Lego ha llicenciat temes de nombroses franquícies de dibuixos animats i pel·lícules, fins i tot alguns de videojocs. Alguns exemples són Batman, Indiana Jones, Pirates del Carib, Harry Potter, Star Wars i Minecraft. Tot i que alguns dels temes amb llicència, Lego Star Wars i Lego Indiana Jones, van ser un gran èxit de vendes, Lego ha expressat el seu desig de confiar més en els seus propis personatges i temes clàssics, i menys en temes amb llicència relacionats amb estrenes de pel·lícules.
Per als Jocs Olímpics d'Estiu de 2012 a Londres, Lego va llançar una sèrie especial de l'Equip Olímpic Britànic exclusivament al Regne Unit per marcar l'obertura dels jocs. Per als Jocs Olímpics d'Estiu de 2016 i Paralímpics d'Estiu de 2016 a Rio de Janeiro, Lego va llançar una edició limitada amb les mascotes olímpiques i paralímpiques, Vinicius i Tom.
Un dels conjunts de Lego més grans produïts comercialment va ser una edició a escala petita del Falcó Mil·lenari, una nau espacial de La Guerra de les Galàxies. Dissenyat per Jens Kronvold Fredericksen, es va llançar el 2007 i contenia 5.195 peces. Va ser superat per un Taj Mahal de 5.922 peces. Un Falcó Mil·lenari redissenyat va recuperar el primer lloc el 2017 amb 7.541 peces.

### Temàtica de robòtica
Lego també va iniciar una línia de joguines de robòtica anomenada "Mindstorms" el 1999, i des de llavors ha continuat ampliant i actualitzant aquesta gamma. Les arrels del producte s'originen a partir d'un maó programable desenvolupat al MIT Media Lab i el nom és extret d'un article de Seymour Papert, un informàtic i pedagog que va desenvolupar la teoria educativa del construccionisme, la investigació del qual va ser finançada a vegades pel Grup Lego.
El maó programable de Lego, que es troba al centre d'aquests conjunts de robòtica, ha estat objecte de diverses actualitzacions i redissenys, sent el darrer el que es denomina maó “EV3” i es ven amb el nom de Lego Mindstorms EV3. El conjunt inclou sensors que detecten ones tàctils, lluminoses, sonores i ultrasòniques, i es venen diversos altres per separat, inclòs un lector RFID.
El maó intel·ligent es pot programar mitjançant un programari oficial disponible per a ordinadors Windows i Mac i es descarrega al maó mitjançant Bluetooth o un cable USB. També hi ha diversos programes no oficials i llenguatges de programació compatibles que s'han fet funcionar amb el maó, i s'han escrit molts llibres per donar suport a aquesta comunitat.
Hi ha diverses competicions de robòtica que utilitzen els jocs de robòtica Lego. El primer és Botball, una competició nacional d'ensenyament mitjà i secundari dels Estats Units que prové del torneig MIT 6.270 de robòtica Lego. Altres competicions de robòtica Lego són Junior FIRST LEGO League (Jr.FLL) per a estudiants de 6 a 9 anys i FIRST Lego League (FLL) per a estudiants de 9 a 16 anys (de 9 a 14 anys a Amèrica del Nord). Jr.FLL i FLL ofereixen reptes d'enginyeria del món real als participants. FLL utilitza robots basats en Lego per completar tasques. Els participants de Jr.FLL construeixen models a partir d'elements Lego. A la temporada 2010, hi havia 16.070 equips FLL a més de 55 països. A la temporada 2010, hi havia 2.147 equips Jr.FLL amb un total de 12.882 estudiants participants als Estats Units i al Canadà. La competició internacional de futbol RoboCup Junior implica un ús extens dels equips de Lego Mindstorms, que sovint es porten fins als seus límits extrems.
Les capacitats de la gamma Mindstorms ja s'han aprofitat per a utilitzar-les a Iko Creative Prosthetic System, un sistema de pròtesis dissenyat per a nens. Els dissenys per a aquestes pròtesis Lego permeten, des de les excavadores mecàniques fins a les naus espacials que disparen amb làser, fins a l'extrem de l'extremitat d'un nen. Iko és obra del dissenyador colombià Carlos Arturo Torres, i és un sistema modular que permet als nens personalitzar les seves pròpies pròtesis amb la facilitat de fer clic junts maons de plàstic. Dissenyada amb Lego's Future Lab, el departament de recerca experimental de la companyia danesa de joguines, i Cirec, una fundació colombiana per a la rehabilitació física, la pròtesi modular incorpora sensors mioelèctrics que registren l'activitat del múscul a la soca i envien un senyal per controlar el moviment de l'accessori. Una unitat de processament del cos de la pròtesi conté un motor compatible amb Lego Mindstorms, la línia de robòtica de la companyia, que permet al portador construir una àmplia gamma d'extremitats programables i personalitzades.

## Productes d'imitació
La forma definitiva dels maons de Lego, amb els tubs interiors va ser patentada pel Grup Lego el 1958. Diversos competidors han intentat aprofitar la popularitat de Lego produint blocs de dimensions similars i anunciant-los com a compatibles amb els maons Lego. El 2002, Lego va demandar a CoCo Toy Company a Pequín per infracció dels drets d'autor sobre el seu producte "Coko bricks". CoCo va rebre l'ordre d'abandonar la fabricació dels productes, publicar una disculpa formal i pagar els danys i perjudicis. Lego va demandar l'empresa anglesa Best-Lock Construction Toys als tribunals alemanys el 2004 i el 2009; el Tribunal Federal de Patents d'Alemanya va denegar la protecció de la marca Lego per la forma dels maons en aquest darrer cas. El 2005, la Companyia Lego va demandar l'empresa canadenca Mega Bloks per violació de marques comercials, però el Tribunal Suprem del Canadà va confirmar els drets de Mega Bloks de vendre el seu producte. El 2010, el Tribunal de Justícia Europeu va dictaminar que el disseny de vuit clavilles del maó original de Lego "només compleix una funció tècnica [i] no es pot registrar com a marca comercial".
El 2020 i el 2021, Lego va enviar cartes de cessament i renúncia a petits minoristes de joguines i populars youtubers d'Alemanya. El 2021, la situació es va intensificar quan Lego va deixar bloquejar un contenidor lliurat pel productor de clons Qman al port de Bremen per infracció de marques comercials i provar la contaminació amb materials perillosos. El venedor minorista de joguines destinatari va iniciar una apel·lació per donar donacions per importar contenidors de clons Lego de la Xina a Alemanya i donar-los a cases per a nens, que van rebre més de 350.000 euros en un parell de setmanes.

## Serveis relacionats

### Pàgina web oficial
Llançat per primera vegada el 1996, el lloc web de Lego s'ha desenvolupat al llarg dels anys i ofereix molts serveis addicionals més enllà d'una botiga en línia i d'un catàleg de productes. També hi ha taulers de missatges que es van fundar el 2001. El lloc també inclou fullets d'instruccions per a tots els jocs de Lego que es remunten a partir del 2002.
El lloc web de Lego inclou una aplicació de xarxes socials anomenada Lego Life, dissenyada per a nens menors de 13 anys. L'aplicació està disponible com a descàrrega gratuïta i només inclou contingut relacionat amb Lego. Va ser dissenyat per ser una xarxa social perquè els nens s'inspirin, creïn i comparteixin les seves versions, fotos i vídeos de Lego amb una comunitat afí, alhora que proporciona contingut de Lego en forma de publicitat de productes, imatges, vídeos, campanyes i competicions. L'aplicació incorpora una varietat de funcions de seguretat infantil per proporcionar un entorn digital segur als nens, inclosa la protecció de la informació personal i la forta moderació de tot el contingut i la comunicació generats per l'usuari.
My Lego Network va ser un lloc de xarxes socials que incloïa articles, plànols, rangs, insígnies obtingudes per completar determinades tasques, operacions comercials i trofeus anomenats obres mestres que permetien als usuaris avançar fins al següent rang. El lloc web tenia una safata d'entrada integrada que permetia als usuaris enviar-se missatges preescrits. My Lego Network incloïa personatges automatitzats que no eren reproductors dins dels anomenats "Networkers", i que eren capaços de fer coses que els usuaris normals no podien fer, enviant missatges personalitzats i venent obres mestres i plànols. El lloc també tenia mòduls que es van configurar a la pàgina de l'usuari que donaven elements a l'usuari o que mostraven composicions d'imatges. My Lego Network es va tancar definitivament el 2015. Abans de My Lego Network, hi havia hagut el Lego Club Pages, que tenien essencialment el mateix propòsit, tot i que el disseny no tenia una interacció complexa.

### Parcs temàtics
Merlin Entertainments opera vuit parcs d'atraccions anomenats Legoland. L'original es troba a Billund, Dinamarca, el segon a Windsor, Anglaterra, el tercer a Günzburg, Alemanya, el quart a Carlsbad, Califòrnia, el cinquè a Winter Haven, Florida, el sisè a Iskandar Puteri, Malàisia, el setè a Dubai, als Emirats Àrabs Units i el vuitè a Nagoya, al Japó. Està previst que se n'obri un novè el 2021 a Goshen, Nova York, i un desè el 2022, a Xangai, a la República Popular de la Xina. El 13 de juliol de 2005, el control del 70% dels parcs de Legoland es va vendre per 460 milions de dòlars al grup Blackstone de Nova York, mentre que el 30% restant el mantenia Lego Group. També hi ha vuit centres Legoland Discovery, dos a Alemanya, quatre als Estats Units, un al Japó i un al Regne Unit. El 2013 es van obrir dos centres de descobriment de Legoland: un al complex comercial Westchester Ridge Hill a Yonkers, Nova York, i un als Vaughan Mills de Vaughan, Ontario, Canadà. Un altre es va obrir al complex Meadowlands, a East Rutherford, Nova Jersey, el 2014.

### Botigues de venda al detall

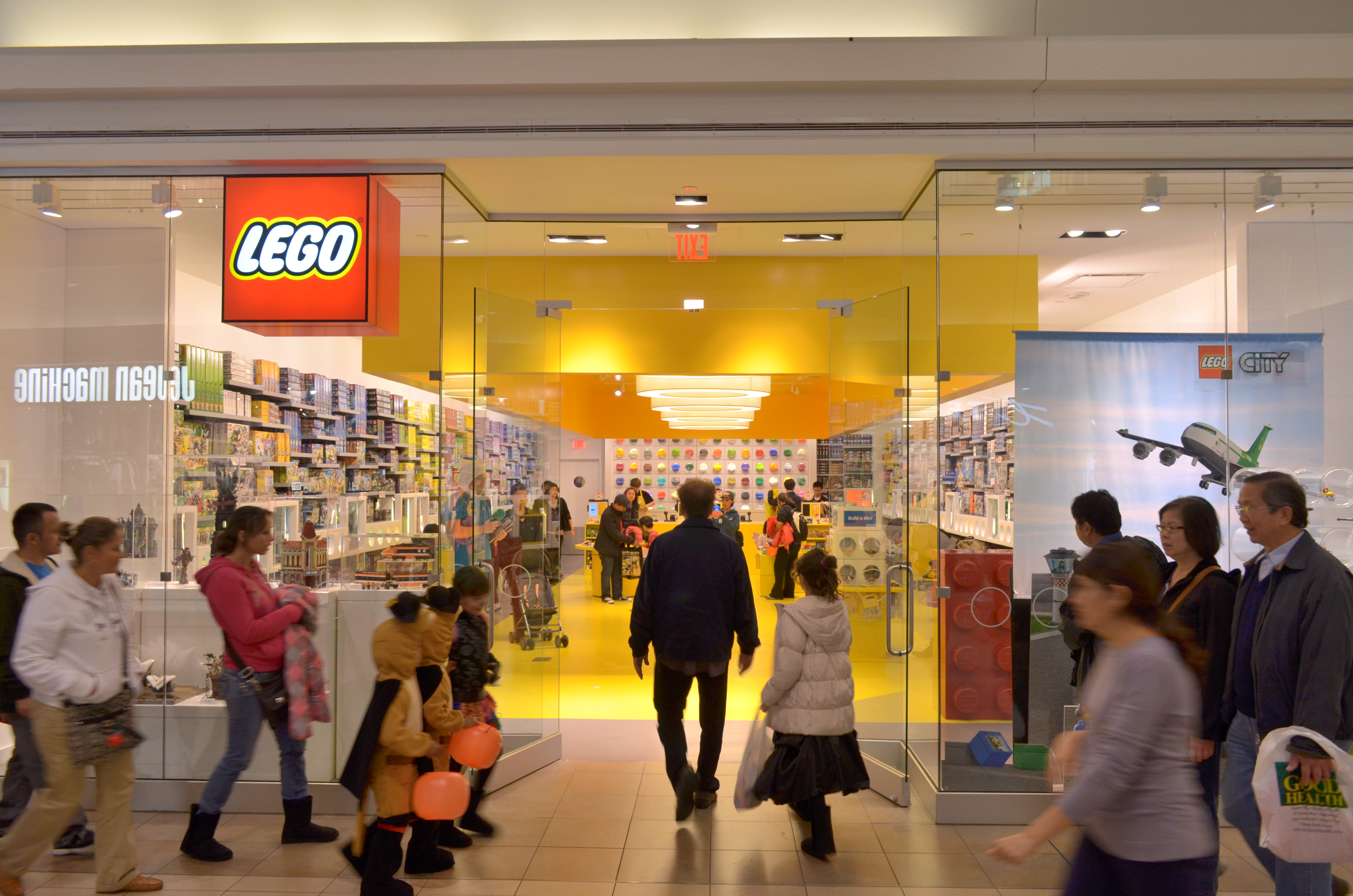
Una botiga de Lego al Canadà.

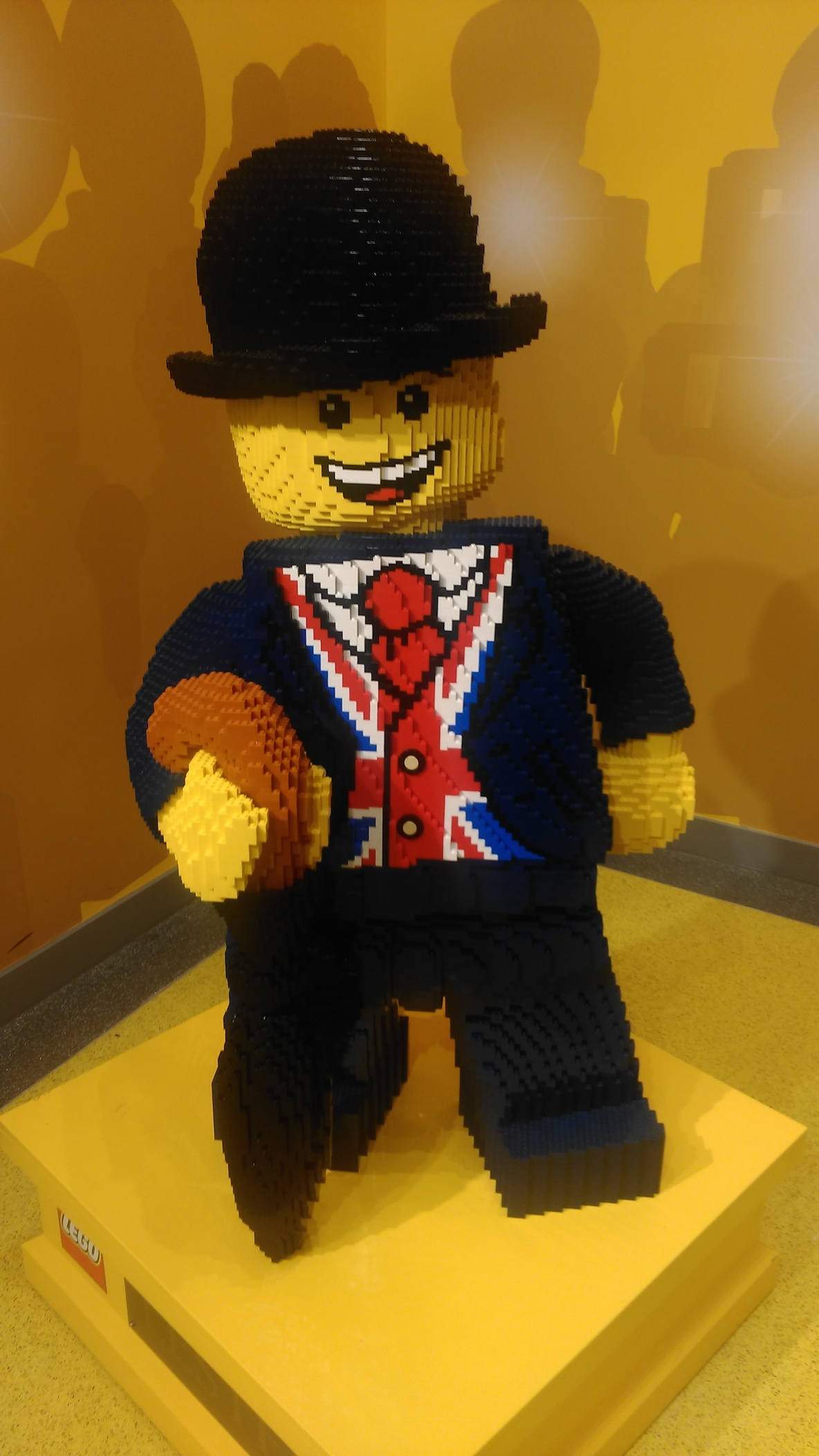
Mascota de Lester a la botiga de Lego més gran del món a Leicester Square, Londres.

Lego opera 132 botigues minoristes, anomenades Lego Stores, repartides en 20 països. Les botigues dels Estats Units inclouen els complexos comercials de Downtown Disney a Disneyland i Walt Disney World Resorts, així com al Mall of America de Bloomington, Minnesota. L'obertura de cada nova botiga se celebra amb un esdeveniment durant tot un cap de setmana en què un mestre constructor de models crea, amb l'ajut de voluntaris (la majoria dels quals són nens), una estàtua de Lego més gran que la que es mostra a la nova botiga durant diverses setmanes.

### Consultoria empresarial
Des de l'any 2000, el grup Lego promou el "Lego Serious Play", una forma de consultoria empresarial que fomenta el pensament creatiu, en què els membres de l'equip construeixen metàfores de les seves identitats organitzatives i experiències utilitzant maons de Lego. Els participants treballen a través d'escenaris imaginaris mitjançant construccions visuals de Lego tridimensionals, explorant imaginativament les possibilitats en una forma de joc seriosa.

## Productes relacionats

### Videojocs
Lego es va establir al mercat dels videojocs el 1997, quan va fundar la Lego Media International Limited; Lego Island va ser llançat aquell any per Mindscape. Després d'això, Lego va llançar títols com Lego Creator i Lego Racers.
Després que Lego tanqués la seva filial editorial, van passar a una associació amb Traveller's Tales i van continuar fent jocs com Lego Star Wars, Lego Indiana Jones o Lego Batman Més recentment, Lego ha creat un joc basat en la Lego pel·lícula, a causa de la seva popularitat.

### Jocs de taula
Lego Games, llançat el 2009, va ser una sèrie de jocs de taula de temàtica de Lego dissenyats per Cephas Howard i Reiner Knizia en què els jugadors solien construir el tauler de joc amb maons de Lego i després jugar amb jugadors a l'estil de Lego. Alguns exemples dels jocs inclouen "Minotaurus", en què els jugadors llancen daus per moure personatges dins d'un laberint de construcció de maons, "Creationary", en què els jugadors han de construir alguna cosa que aparegui en una carta o "Piràmide de Ramsès", en què els jugadors recopilen gemmes i han de pujar per una piràmide personalitzable. Com molts jocs de taula, els jocs utilitzen daus. A Lego Games, els daus són de Lego, amb quadrats de Lego amb símbols als tacs de Lego, envoltats de goma. Els jocs varien de simples a complexos; alguns són similars als jocs de taula tradicionals, mentre que d'altres són completament diferents.

### Pel·lícules i televisió
a primera pel·lícula oficial de Lego fou Bionicle: Mask of Light el 2003, desenvolupada per Creative Capers Entertainment i distribuïda per Miramax Home Entertainment. Al llarg dels anys següents es van produir diverses altres seqüeles de Bionicle i pel·lícules de Hero Factory animades per ordinador. Lego: The Adventures of Clutch Powers es va estrenar en DVD el febrer de 2010, una pel·lícula animada per ordinador feta per Tinseltown Toons.
La Lego Pel·lícula, un llargmetratge basat en joguines de Lego, va ser estrenat per Warner Bros. el febrer de 2014. Va comptar amb Chris Pratt posant la veu del protagonista, amb personatges secundaris substancials amb la veu d'Elizabeth Banks, Will Arnett, Morgan Freeman, Liam Neeson, Alison Brie, Will Ferrell i Nick Offerman. Es va celebrar un concurs perquè els concursants presentessin dissenys de vehicles que s'utilitzarien a la pel·lícula. Després del llançament de La Lego Pel·lícula, els minoristes canadencs de joguines independents van informar de problemes relacionats amb l'escassetat de productes Lego i van citar les cancel·lacions de les comandes de Lego sense previ avís com a motiu per obtenir productes rivals compatibles.
El febrer del 2017 es va estrenar una pel·lícula spin-off de The Lego Movie, titulada Batman: La Lego pel·lícula, dirigida per Chris McKay.
El juny de 2013, es va informar que Warner Bros estava desenvolupant una adaptació al llargmetratge de Lego Ninjago. Els germans Dan Hageman i Kevin Hageman van escriure l'adaptació, mentre que Dan Lin i Roy Lee, juntament amb Phil Lord i Chris Miller, van ser anunciats com a productors. La pel·lícula, La Lego Ninjago pel·lícula, es va estrenar el setembre del 2017. Una sèrie animada generada per ordinador basada en Lego Ninjago: Masters of Spinjitzu va començar el 2011 i una altra basada en Legends of Chima va començar el 2013. També s'ha anunciat una sèrie de Lego City.

### Llibres i revistes
Lego manté un acord permanent amb l'editorial Dorling Kindersley (DK), que produeix una sèrie de llibres de tapa dura il·lustrats sobre diferents aspectes de la joguina de construcció. El primer va ser The Ultimate Lego Book, publicat el 1999. Més recentment, el 2009, la mateixa editorial va produir The LEGO Book, que es va vendre dins d'una maleta amb Standing Small: A celebration of 30 years of the LEGO minifigure, un llibre més petit centrat en la minifigura. El 2012 es va publicar una edició revisada. També el 2009, DK va publicar llibres sobre Lego Star Wars i una sèrie de llibres d'adhesius basats en Lego.
Tot i que Scholastic ja no publica als Estats Units, els llibres que cobreixen esdeveniments de la història de Bionicle són escrits per Greg Farshtey. Encara estan sent publicats a Europa per AMEET. Els còmics Bionicle, també escrits per Farshtey, es recopilen en novel·les gràfiques i han estat publicats per Papercutz. Aquesta sèrie va acabar el 2009, després de nou anys.
També hi ha la revista Lego Club i la revista Brickmaster, que va deixar de funcionar el 2011.

### Roba
Kabooki, una empresa danesa fundada el 1993, produeix roba de nens sota llicència del Grup Lego sota la marca de Lego Wear.
El 2020, Lego va anunciar col·laboracions amb Adidas i Levis.
El 2021, Lego va anunciar col·laboracions amb Justhype inspirat en Lego Ninjago.